# شهرستان هوایجی
هوایژی (به لاتین: Huaiji County) یک شهرستان در جمهوری خلق چین است که در ژاوکینگ واقع شده‌است.